# Kanadensiska kustprovinserna

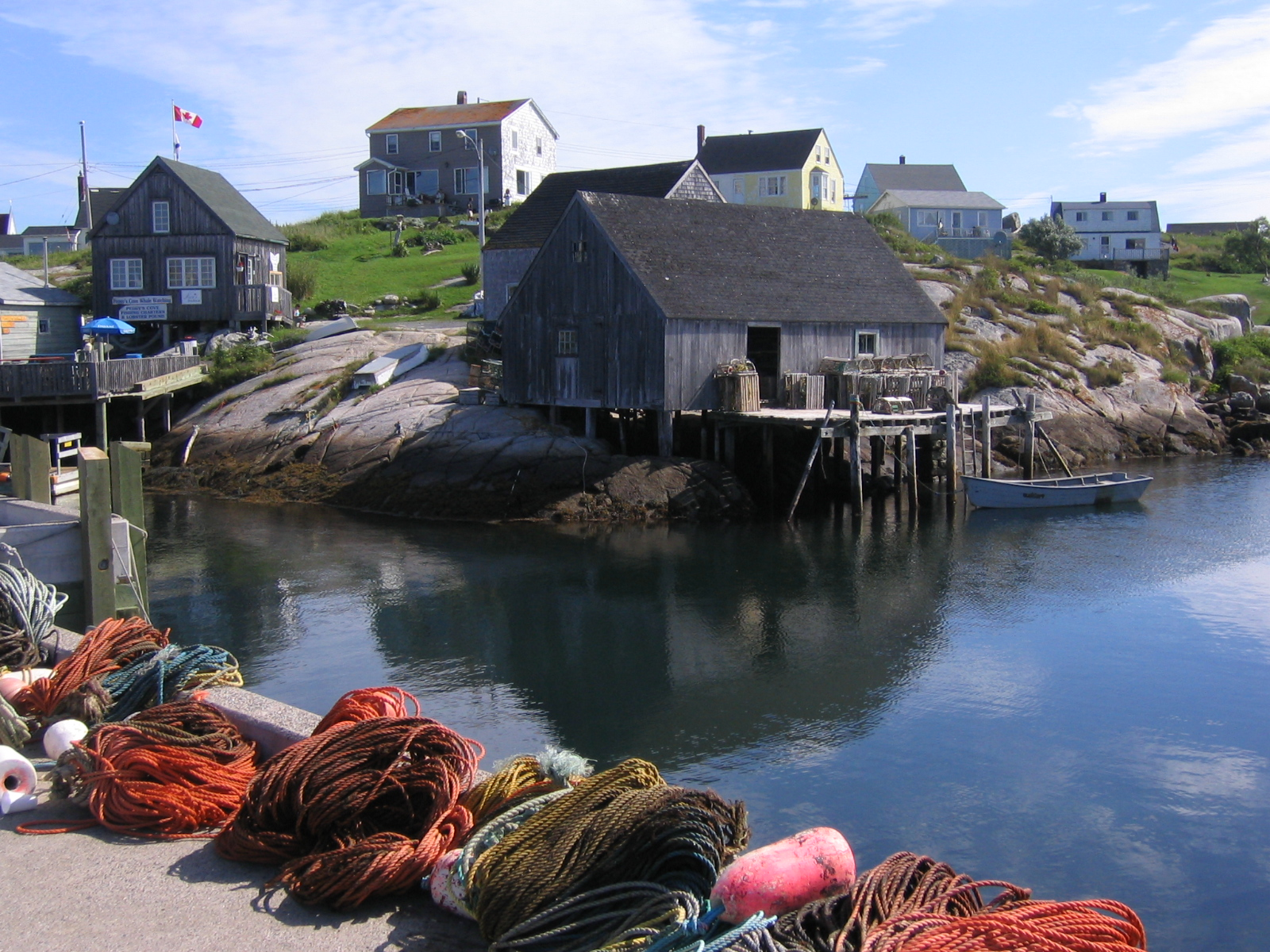
Peggys Cove i Nova Scotia.

De kanadensiska kustprovinserna (engelska: Canadian Maritimes, franska: Provinces maritimes) är en beteckning på de kanadensiska provinserna Nova Scotia, New Brunswick och Prince Edward Island.

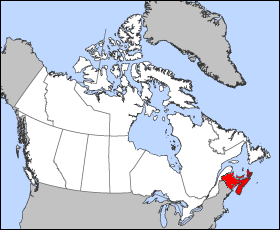
Kustprovinserna.

I mitten av 1800-talet fördes samtal om en union mellan kustprovinserna, som då var brittiska kolonier. Samtalen slutade istället med bildandet av en större union, Kanada, år 1867. Prince Edward Island var dock inte med i detta bildande, utan inträdde i den Kanadensiska konfederationen först den 1 juli 1873.

### Fotnoter
1. ↑  Jon Tattrie (18 november 2014). ”Prince Edward Island and Confederation” (på engelska). Canadian Encylopedia. https://www.thecanadianencyclopedia.ca/en/article/prince-edward-island-and-confederation. Läst 9 april 2023.
2. ↑  ”Canadian Provinces P-Y” (på engelska). World Statesmen. http://www.worldstatesmen.org/Canada_Provinces_P-Y.html#Prince-Edward. Läst 14 juni 2013.